# الاتحاد الدولي لجمعيات المواي تاي
الاتحاد الدولي لجمعيات المواي تاي (بالإنجليزية: International Federation of Muaythai Associations)‏ هي هيئة إدارية رياضية للهواة والمحترفين للموياي تاي ومواي بوران تتكون من 140 دولة عضوًا في جميع أنحاء العالم مع 5 اتحادات قارية بعد توحيد الاتحاد الدولي لهواة المواي تاي والمجلس العالمي للمواي تاي.